# Giovanni Sola
Giovanni Sola (Modena, 23 giugno 1925 – Piansenatico, 25 dicembre 1944) è stato un partigiano italiano.

## Biografia
Era il mese di giugno del 1944 quando questo giovane contadino decise di raggiungere i partigiani sulle montagne del Modenese.
Entrato a far parte della Brigata "Costrignano" della Divisione Modena "Armando" con il nome di battaglia "Nino", a Sola fu presto affidato il comando di un distaccamento con il grado di partigiano sottotenente. Con i suoi uomini partecipò ai combattimenti di Montefiorino, Monte della Croce, Costrignano, Palaveggio, Borbona e Sassuolo e, quando i comandanti della Brigata ravvisarono la necessità di collegarsi con le truppe degli Alleati, Giovanni Sola si offrì volontariamente di attraversare le linee nemiche.
Assolto al suo compito e dopo aver operato con gli Alleati in azioni di pattuglia, tornava alla sua formazione.
Quando, mesi dopo, i compagni di Sola furono accerchiati da soverchianti forze tedesche, il giovane riuscì a guidarli fuori della trappola in cui erano caduti, a riorganizzare la formazione e a riprendere l'iniziativa.
La notte di Natale del 1944, Giovanni Sola, a Piansenatico, insieme a pochi uomini, "effettuava - com'è scritto nella motivazione della ricompensa al valore -un'azione di sorpresa nel cuore dello schieramento nemico, provocando allo stesso gravi perdite. Circondato, con la propria arma automatica apriva un varco da cui i partigiani che stavano con lui potevano sortire e sottrarsi alla cattura; colpito dal fuoco concentrato, cadeva al suolo esanime crivellato di colpi".

## Ricordo
Alla memoria di Giovanni Sola è intitolata la scuola statale secondaria di primo grado di San Damaso, frazione del comune di Modena.